# Staats- und Domchor Berlin
Der Staats- und Domchor Berlin ist ein in Berlin ansässiger Knabenchor.

## Geschichte

### Vorgeschichte
Der Staats- und Domchor Berlin ist die älteste musikalische Einrichtung Berlins. Bereits 1465 stellte Kurfürst Friedrich II. von Brandenburg für die Musik in der „Dhumkerke“ fünf „Singeknaben“ ein. Gut hundert Jahre später führte die Gründung einer Hofkapelle, auch unter der Leitung von Johannes Eccard, zur ersten Blütezeit des inzwischen auf zwölf Sänger erweiterten Chors.

### Reorganisation
1843 wurde der Domchor nach längerem Niedergang reorganisiert und erhielt das Prädikat „Königlich“. König Friedrich Wilhelm IV. nahm sich dabei die Petersburger Hofkapelle zum Vorbild. Der Königliche Domchor gilt als erster Berufschor mit fester Bezahlung der einzelnen Sänger. Zu internationalem Ansehen kam das Ensemble unter der Leitung von Felix Mendelssohn Bartholdy, Otto Nicolai und August Neithardt.
1889 wurde der Komponist Albert Becker zum Direktor des Domchors ernannt. Drei Jahre später erfolgte aus Leipzig ein Ruf zum Thomaskantor, dem er zunächst zu folgen gedachte. Um ihn in Berlin zu halten, wurde ihm schließlich, auf Drängen Kaiser Wilhelms II., ein höheres Gehalt zugesagt.

### 20. Jahrhundert und Gegenwart
Ab 1903 wurde der Königliche Domchor vollständig aus dem Kronfideikommiss finanziert und firmierte seitdem als Königlicher Hof- und Domchor.
Nach dem Ende des Ersten Weltkrieges verlor der sehr erfolgreiche Königliche Hof- und Domchor mit der Monarchie sein politisches und finanzielles Fundament. Nach einigen provisorischen Jahren als Berliner Domchor e. V., wurde er unter der Leitung von Hugo Rüdel 1923 der Hochschule für Musik Berlin angegliedert und in Staats- und Domchor Berlin umbenannt.
Seit Anfang der 1930er-Jahre prägte der nationalsozialistische Einfluss auch dieses Ensemble in zunehmender Weise. Wirkte der Chor zunächst noch beim Tag von Potsdam in der Potsdamer Garnisonkirche mit, stellte er sich 1935 unter der Leitung Alfred Sittards ins politische Abseits, da er sich im Unterschied zu anderen bedeutenden Knabenchören Deutschlands (Thomanerchor, Kreuzchor, Regensburger Domspatzen, Wiener Sängerknaben u. a.) dem Beitritt zur Hitlerjugend verweigerte.
Nach dem Zweiten Weltkrieg lag der Dom in Trümmern und der Chor wich zunächst auf die Marienkirche aus. Nach dem Bau der Mauer folgte der Chor dem Bischof an die neue Kaiser-Wilhelm-Gedächtniskirche in West-Berlin. Im Ostteil wurde 1961 die Berliner Domkantorei gegründet.
Heute ist der Staats- und Domchor Teil der Universität der Künste Berlin, seit 1990 singt er wieder im Berliner Dom.

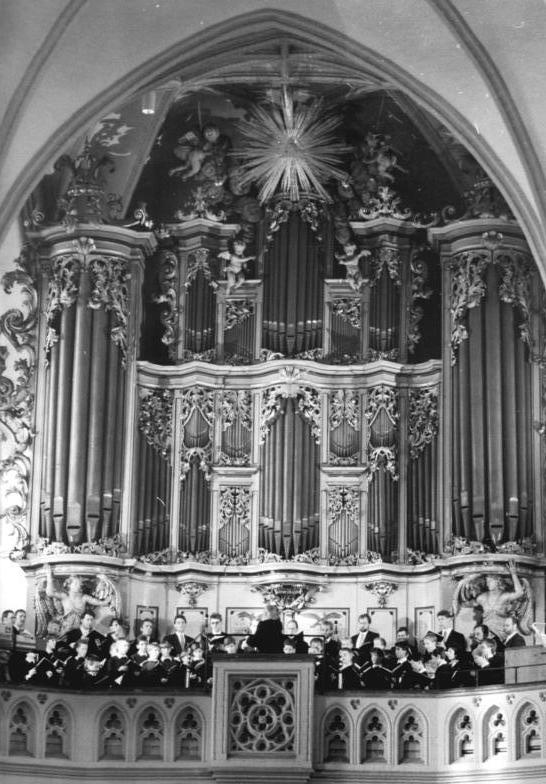
Während des Festgottesdienstes zum Tag der Deutschen Einheit unter der Leitung von Christian Grube, 1990

Das heutige Repertoire umfasst die großen Werke der abendländischen Chorkultur aber auch solche der unmittelbaren Moderne. Neben zahlreichen Preisen, unter anderem beim Deutschen Chorwettbewerb, wurde der Chor 2002 mit dem Europäischen Jugendchorkulturpreis ausgezeichnet. Das Berliner Musikleben bereichern die Ensemblemitglieder durch Auftritte in Produktionen der Opernhäuser und Mitwirkungen bei Konzerten in der Berliner Philharmonie.
In der Corona-Pandemie musste der Chor im März 2020 seine Proben weitestgehend einstellen. Bis Anfang 2021 probte der Chor entweder nur in Kleingruppen oder die Proben waren ganzheitlich ausgesetzt. 

## Direktoren
Die Direktoren des Königlichen Hof- und Domchors (seit 1843):
- 1843–1861: August Neithardt
- 1861–1889: Rudolph von Hertzberg
- 1889–1899: Albert Becker
- 1900–1909: Hermann Prüfer
- 1910–1933: Hugo Rüdel
- 1933–1942: Alfred Sittard
- 1942: Hugo Distler
- 1943–1955: Wolfgang Reimann
- 1955–1969: Gottfried Grote
- 1969–1973: Karl-Heinz Kaiser (kommissarisch)
- 1973–1999: Christian Grube
- seit 2001: Kai-Uwe Jirka

## Reisen
Konzertreisen führten ihn unter anderem zu folgenden Orten (ab 1974):
- Südamerika (1974)
- Italien (1975, 1986, 1988)
- Frankreich (1977, 1983)
- Polen (1980, 1992, 2001, 2024)
- England (1966, 1981, 1984)
- Schweden (1982)
- USA (1985)
- Israel/Palästina (1986, 1995)
- Taiwan (1988)
- Korea (1988, 1995)
- Norwegen (1989, 2018, 2025)
- Sowjetunion (1989, 1990)
- Lettland/Estland (1990, 2024)
- Spanien (1994, 1999, 2013)
- Schweiz (2003)
- Japan (2004)
- Tschechien (Jährlich bis 2023)
- Schottland (2011)
- Griechenland (2021)
- Litauen (2024)

## Preise und Auszeichnungen
- 1958: Zelter-Plakette
- 1982: 1. Deutscher Chorwettbewerb Köln – 2. Preis
- 1985: 2. Deutscher Chorwettbewerb Hannover – 1. Preis
- 2002: Europäischer Chorpreis
- 2010: 8. Deutscher Chorwettbewerb Dortmund – 2. Preis + Sonderpreis Volkslied (Männerchor)
- 2018: 10. Deutscher Chorwettbewerb Freiburg – 2. Preis (Männerchor)[1]